# Bausch & Lomb Championships 1996
Bausch & Lomb Championships 1996 — жіночий тенісний турнір, що проходив на відкритих кортах з ґрунтовим покриттям Amelia Island Plantation на острові Амелія (США). Належав до турнірів 2-ї категорії в рамках Туру WTA 1996. Відбувсь усімнадцяте і тривав з 8 до 14 квітня 1996 року. Восьма сіяна Іріна Спирля здобула титул в одиночному розряді.

## Фінальна частина

### Одиночний розряд
Іріна Спирля —  Марі П'єрс 6–7, 6–4, 6–3
- Для Спирлі це був 1-й титул за рік і 5-й — за кар'єру.

### Парний розряд
Чанда Рубін /  Аранча Санчес Вікаріо —  Мередіт Макґрат /  Лариса Савченко 6–1, 6–1
- Для Рубін це був 4-й титул за сезон і 7-й — за кар'єру. Для Санчес Вікаріо це був 5-й титул за сезон і 67-й — за кар'єру.